# Tales
Pour les articles homonymes, voir Tales.
Tales (en valencien et en castillan) est une commune d'Espagne de la province de Castellón dans la Communauté valencienne. Elle est située dans la comarque de Plana Baixa et dans la zone à prédominance linguistique valencienne.

## Géographie

Localisation de Tales
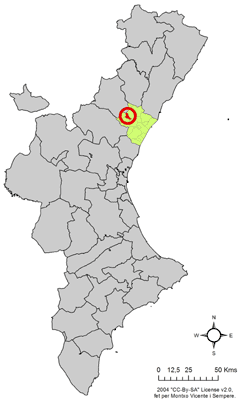
dans la Communauté valencienne.
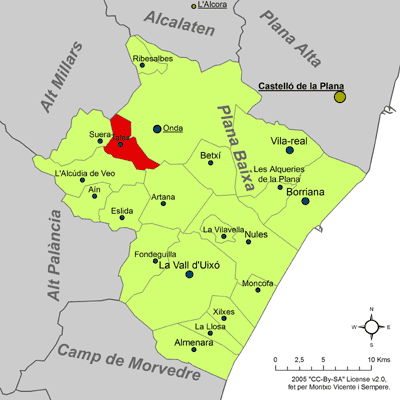
dans la comarque de Plana Baixa.

## Jumelage
- Beaulieu (Hérault) (France) département de l'Hérault.